# Impetigo
Impetigo é uma infeção bacteriana na parte superficial da pele. A apresentação mais comum são crostas amarelas na cara, braços ou pernas. Em alguns casos podem aparecer bolhas de grande dimensão que afetam a virilha ou as axilas. As lesões podem ser dolorosas ou causar comichão. A febre é pouco comum.
A causa do impetigo é geralmente uma infeção por Staphylococcus aureus ou Streptococcus pyogenes. Entre os fatores de risco estão a frequência de infantários ou espaços lotados, má nutrição, diabetes, desportos de contacto e fissuras na pele como as causadas por picadas de mosquito, eczema, sarna ou herpes. A doença é contagiosa através de contacto direto com a pessoa infetada. O diagnóstico geralmente baseia-se nos sintomas e aparência das lesões.
Entre as medidas de prevenção estão lavar as mãos com frequência, evitar o contacto com pessoas infetadas e limpar as feridas. O tratamento geralmente consiste na aplicação de pomadas antibióticas à base de mupirocina ou ácido fusídico. Nos casos em que são afetadas regiões extensas do corpo podem ser administrados antibióticos por via oral, como a cefalexina. Têm vindo a ser observados casos de resistência antibiótica.
Em 2010 o impetigo afetava cerca de 140 milhões de pessoas em todo o mundo (2% da população). A doença pode ter aparecer em qualquer idade, embora seja mais comum em crianças mais novas. Mesmo sem tratamento, a maioria dos casos melhora ao fim de três semanas. Entre as possíveis complicações estão a celulite ou glomerulonefrite pós-estreptocócica. O nome da doença tem origem no latim impetere, que significa "atacar".

## Causa

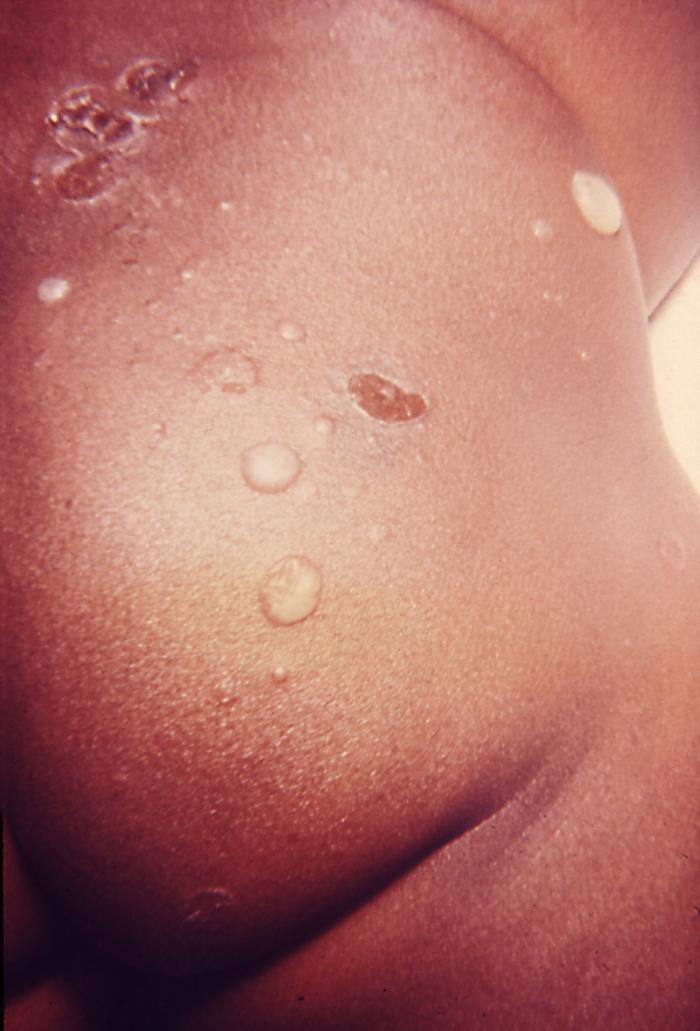
Impetigo com bolhas

A infecção geralmente é causada por Staphylococcus aureus podendo causar ou não bolhas pela pele. Quando causada por Streptococcus pyogenes geralmente não produz bolhas. Ambas são bactérias cocoides, gram-positivas e flora normal da pele em humanos e outros animais. São transmitidas por contato com lesões ou pelas vias respiratórias. Pode ser transmitida por contato com insetos. Possui período de incubação de 1 a 3 dias para Streptococcus e 4 a 10 dias para Staphylococcus.
Também pode ser transmitido por contato direto com animais infectados, mas essa via é pouco comum mesmo em ambientes rurais. Em adultos frequentemente está associado a doenças crônicas como diabetes melito.

## Sinais e sintomas
A infeção pode afetar qualquer segmento da pele, sendo a face e as mãos os locais mais comuns. Um ferimento mal higienizado favorece o desenvolvimento de infeções bacterianas em geral, incluindo o impetigo.
Clinicamente existe a forma bolhosa e a não bolhosa. Na primeira se formam pequenas bolhas, que após romperem-se formam crostas. Na forma não bolhosa do impetigo geralmente se manifesta com crostas melicéricas (que lembram a cor do mel).
A infeção por estreptococos apresenta inicialmente uma lesão inflamatória, com a região avermelhada e posteriormente secreção purulenta contagiosa, evoluindo para crostas; a infeção provocada por estafilococos produz mais secreção purulenta e apresenta bolhas, sendo assim muito mais contagiosa.

### Complicações
Quando o sistema imune responde excessivamente, pode danificar os rins causando Glomerulonefrite pós-estreptocócica. Quando não tratado adequadamente o Streptococcus pyogenes pode destruir colágeno e fibras musculares debaixo da pele causando fascite necrotizante.

## Diagnóstico
O diagnóstico é clínico, geralmente feito por um clínico geral ou um dermatologista. Para casos atípicos ou resistentes é indicado que se faça uma cultura em laboratório especializado para que seja identificado o microorganismo causador e seleção do(s) antibiótico(s) apropriado(s) ao tratamento.

## Tratamento

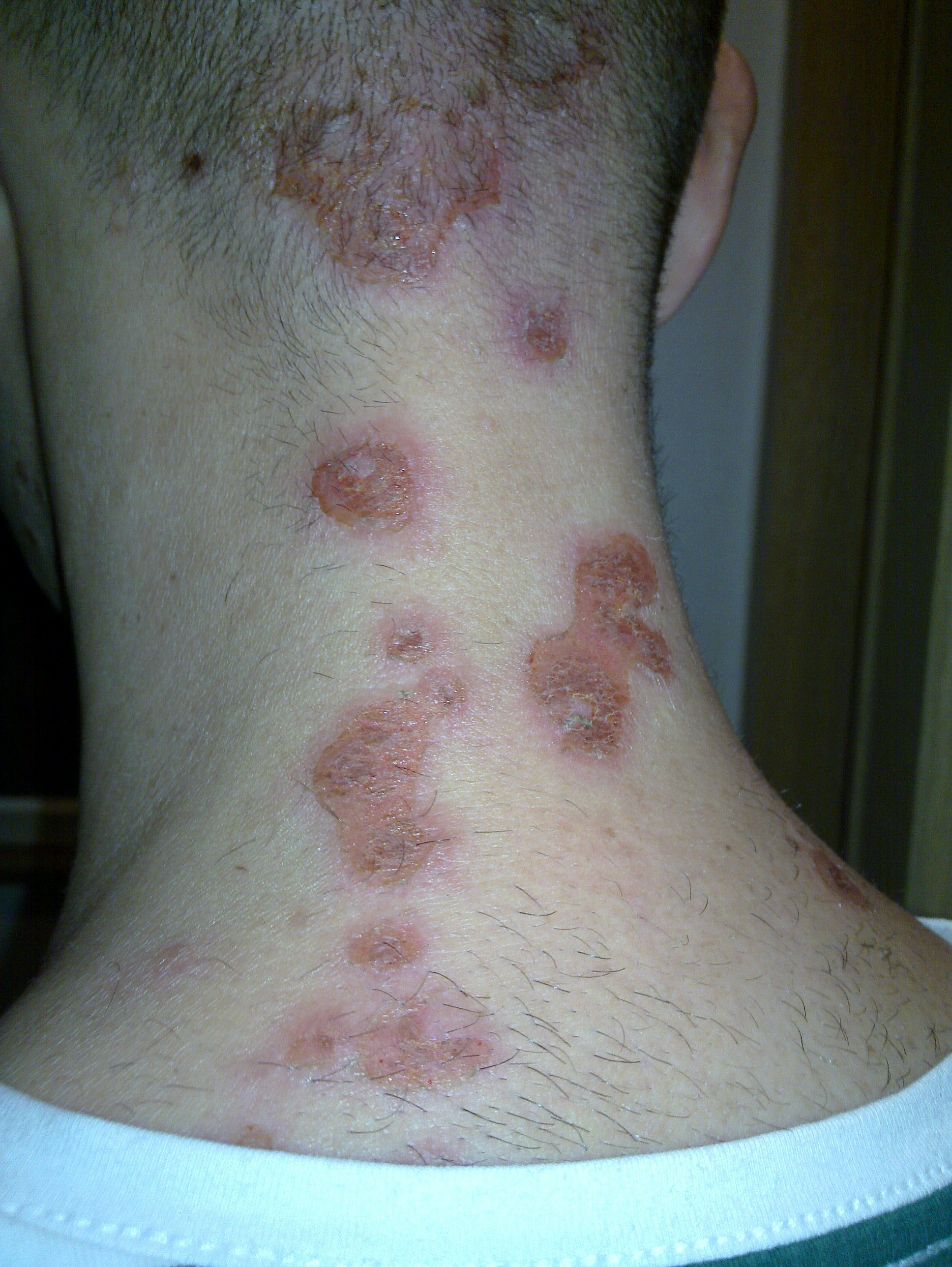
Impetigo infectado

O tratamento que deve ser iniciado tão logo apareçam os primeiros sintomas, mas antes disso, lembra, o melhor remédio é a prevenção. Lavar bem a ferida, corte ou lesão, usando antissépticos no local.
Casos leves podem ser tratados com água e sabão deixando a ferida secar ao sol ou com uma pomada bactericida (como mupirocina). Quando a infecção já se espalhou pelo corpo, o médico pode recomendar o uso de antibióticos orais como dicloxacilina, flucloxacilina ou eritromicina. Geralmente desaparece em 24 a 48h após o início do tratamento sem deixar cicatrizes, podendo deixar manchas que desaparecem em algumas semanas.